# اوکسیتک
اوکسیتک (انگلیسی: Oxitec) شرکت داروسازی بریتانیایی است، که در سال ۲۰۰۲ تأسیس شد.